# Каныш-Кыя
Каныш-Кыя (кирг. Каныш-Кия) — село в Чаткальском районе Джалал-Абадской области. Административный центр Чаткальского района.

## Население
По данным переписи 2009 года, в селе проживало 13 880 человек.

## Топоним
Название село в переводе с киргизского языка означает «Скала царицы», где «каныш-царица» и «кыя-скала».

## Известные уроженцы
- Айдаров, Ташбай (1919 — ?) — Герой Социалистического Труда.